# Condica confederata
Condica confederata là một loài bướm đêm trong họ Noctuidae.